# Enrico Echiverri
Enrico Reantillo Echiverri (Manilla, 18 november 1954) is een politicus in de Filipijnen. Echiverri werd bij de verkiezingen van 2004 gekozen als burgemeester van Caloocan. Bij de verkiezingen van 2007 en 2010 werd hij herkozen. Voor zijn verkiezing tot burgemeester was Echiverri lid van het Filipijns Huis van Afgevaardigden.
Echiverri studeerde economie aan het San Beda College tot 1976 en behaalde nog een Bachelor-diploma rechten aan de Ateneo de Manila University in 1981. Na zijn afstuderen werkte hij tot 1984 voor het ministerie van Arbeid en Werk als arbiter/mediator. Daarna was hij tot 1988 senior partner bij ‘’Agcaoili and Associates’’. Hij had bovendien zijn eigen advocatenkantoor Echiverri Law Office. Van 1988 tot 1992 was Echiverri raadslid van de stad Caloocan. Van 1995 tot 1998 secretaris van de burgemeester van de stad en in 1998 werd hij gekozen als afgevaardigde namens het 1e kiesdistrict van de stad. In 2004 keerde hij weer terug in de lokale politiek door zijn verkiezing als burgemeester van Caloocan. In 2007 en 2010 werd Echiverri herkozen.